# Сент-Абит
Сент-Аби́т (фр. Saint-Abit) — коммуна во Франции, находится в регионе Аквитания. Департамент — Атлантические Пиренеи. Входит в состав кантона Узом, Гав и Рив-дю-Не. Округ коммуны — По.
Код INSEE коммуны — 64469.

## География

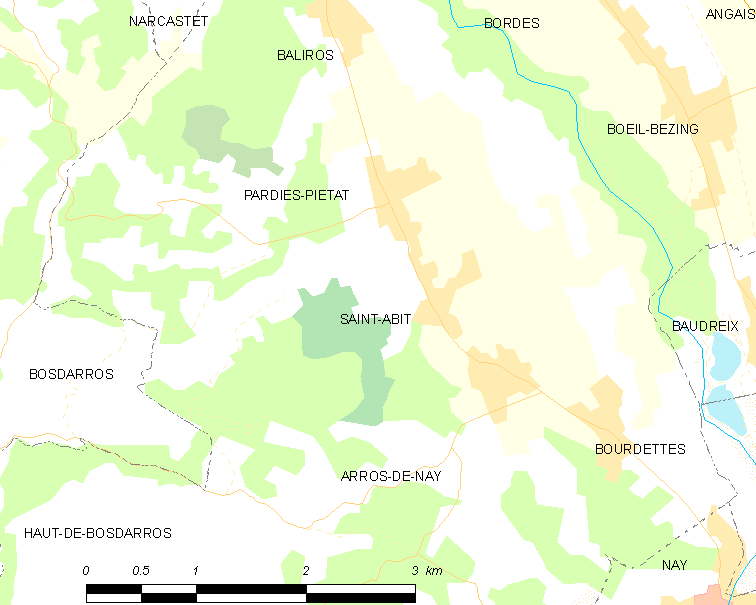
Карта коммуны

Коммуна расположена приблизительно в 660 км к югу от Парижа, в 185 км южнее Бордо, в 13 км к юго-востоку от По.
По территории коммуны протекает река Люс.

### Климат
Климат тёплый океанический. Зима мягкая, средняя температура января — от +5°С до +13°С, температуры ниже −10 °C бывают редко. Снег выпадает около 15 дней в году с ноября по апрель. Максимальная температура летом порядка 20-30 °C, выше 35 °C бывает очень редко. Количество осадков высокое, порядка 1100 мм в год. Характерна безветренная погода, сильные ветры очень редки.

## Население
Население коммуны на 2010 год составляло 357 человек.
| 1962 | 1968 | 1975 | 1982 | 1990 | 1999 | 2010 |
| ---- | ---- | ---- | ---- | ---- | ---- | ---- |
| 170  | 166  | 150  | 168  | 195  | 274  | 357  |

## Администрация
| Период | Период | Фамилия     | Партия | Примечания |
| ------ | ------ | ----------- | ------ | ---------- |
| 1995   | 2014   | Пьер Андрес |        |            |
| 2014   | 2020   | Мишель Казе |        |            |

## Экономика
В 2010 году среди 251 человека трудоспособного возраста (15-64 лет) 177 были экономически активными, 74 — неактивными (показатель активности — 70,5 %, в 1999 году было 67,2 %). Из 177 активных жителей работали 159 человек (91 мужчина и 68 женщин), безработных было 18 (10 мужчин и 8 женщин). Среди 74 неактивных 31 человек были учениками или студентами, 9 — пенсионерами, 34 были неактивными по другим причинам.

## Фотогалерея

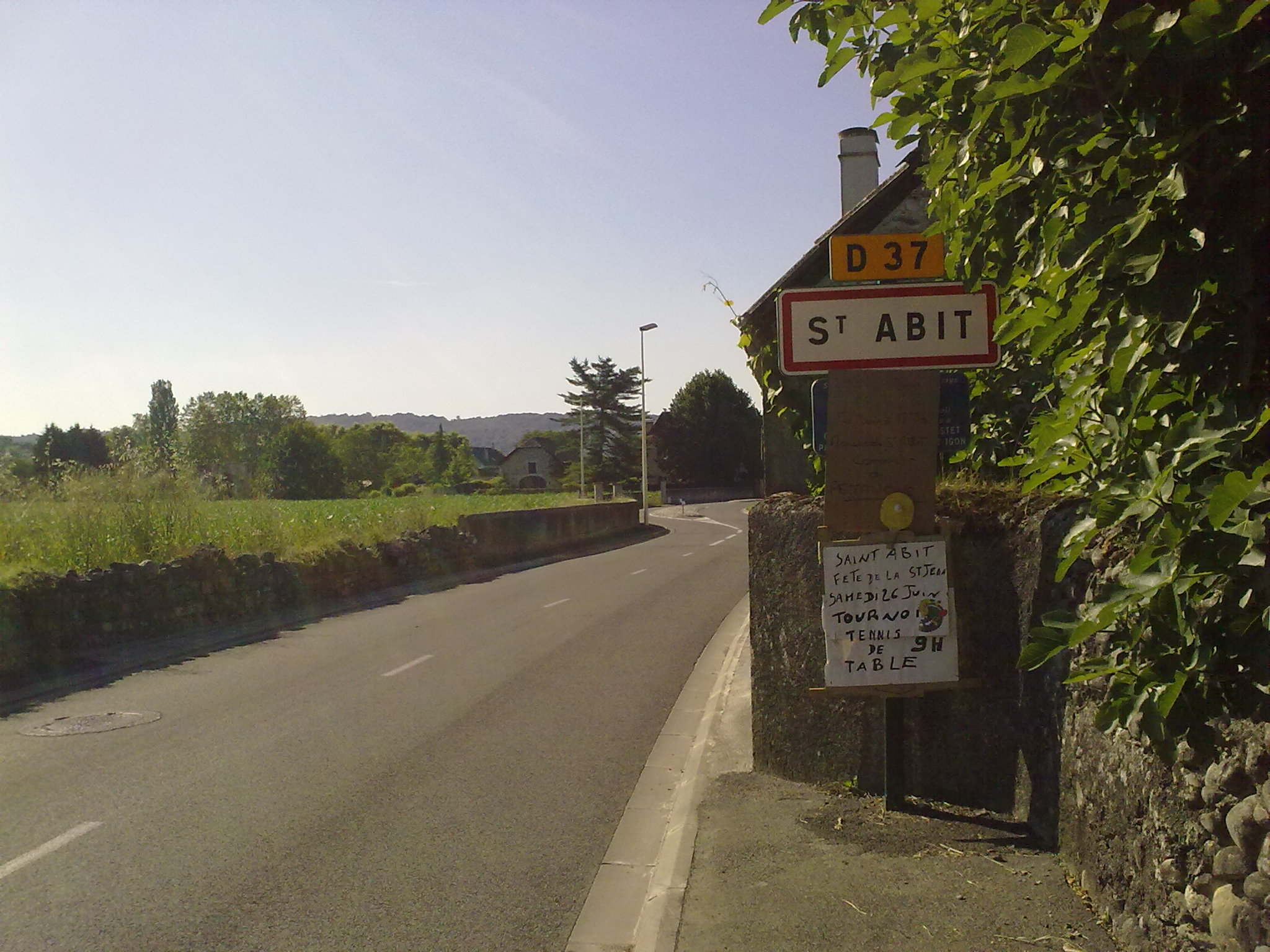
Въезд в Сент-Абит
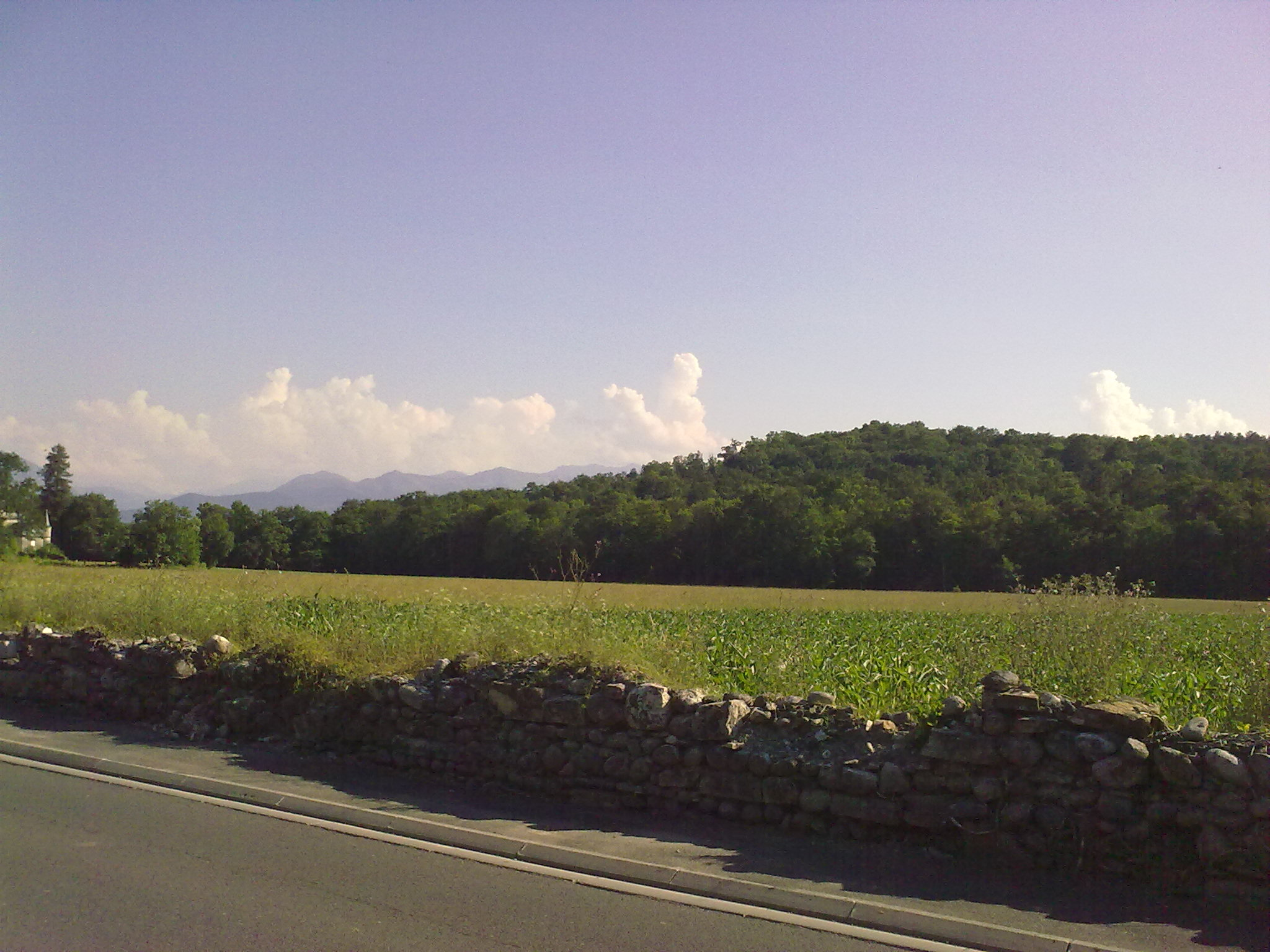
Вид на Пиренеи
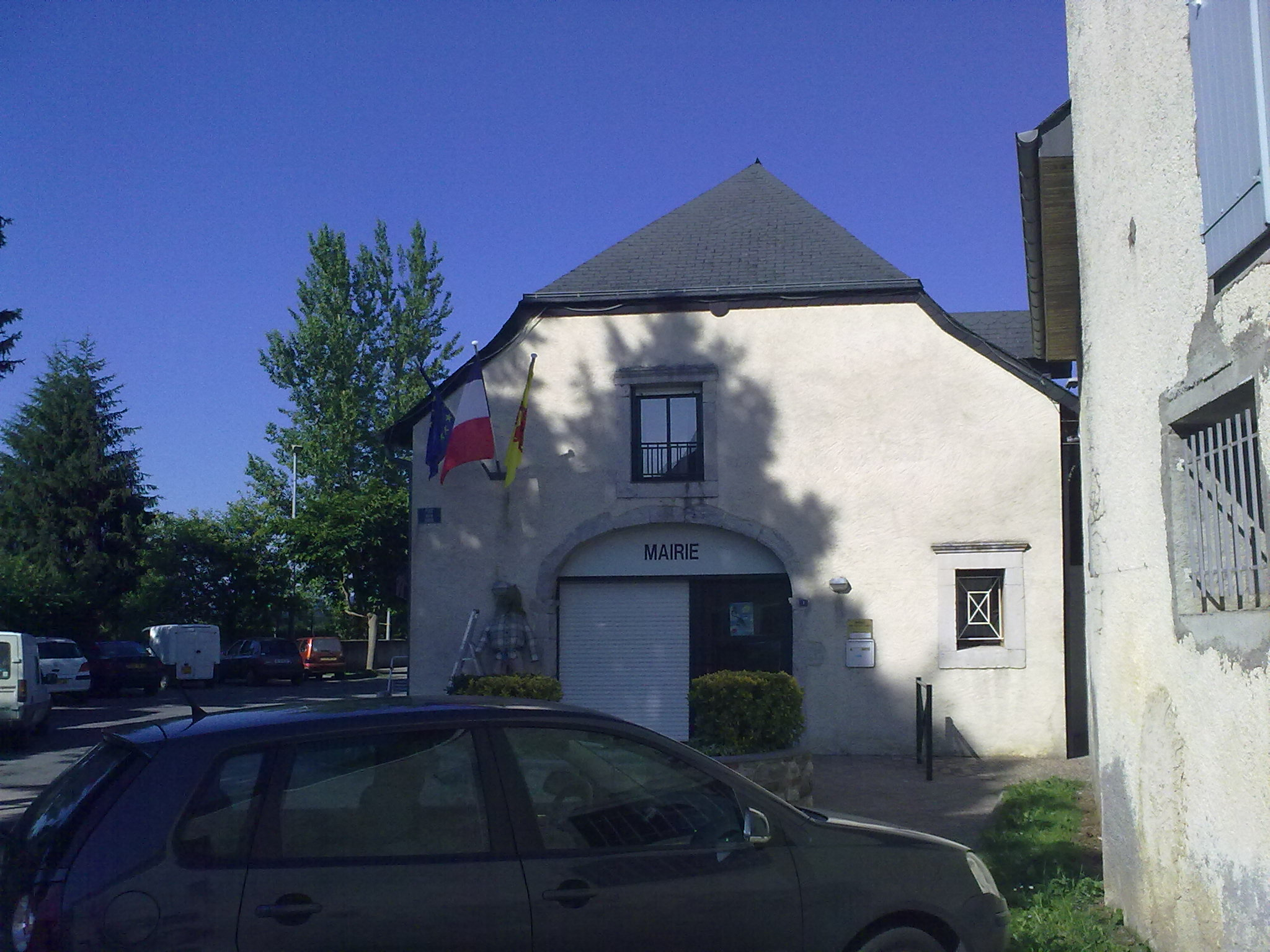
Мэрия
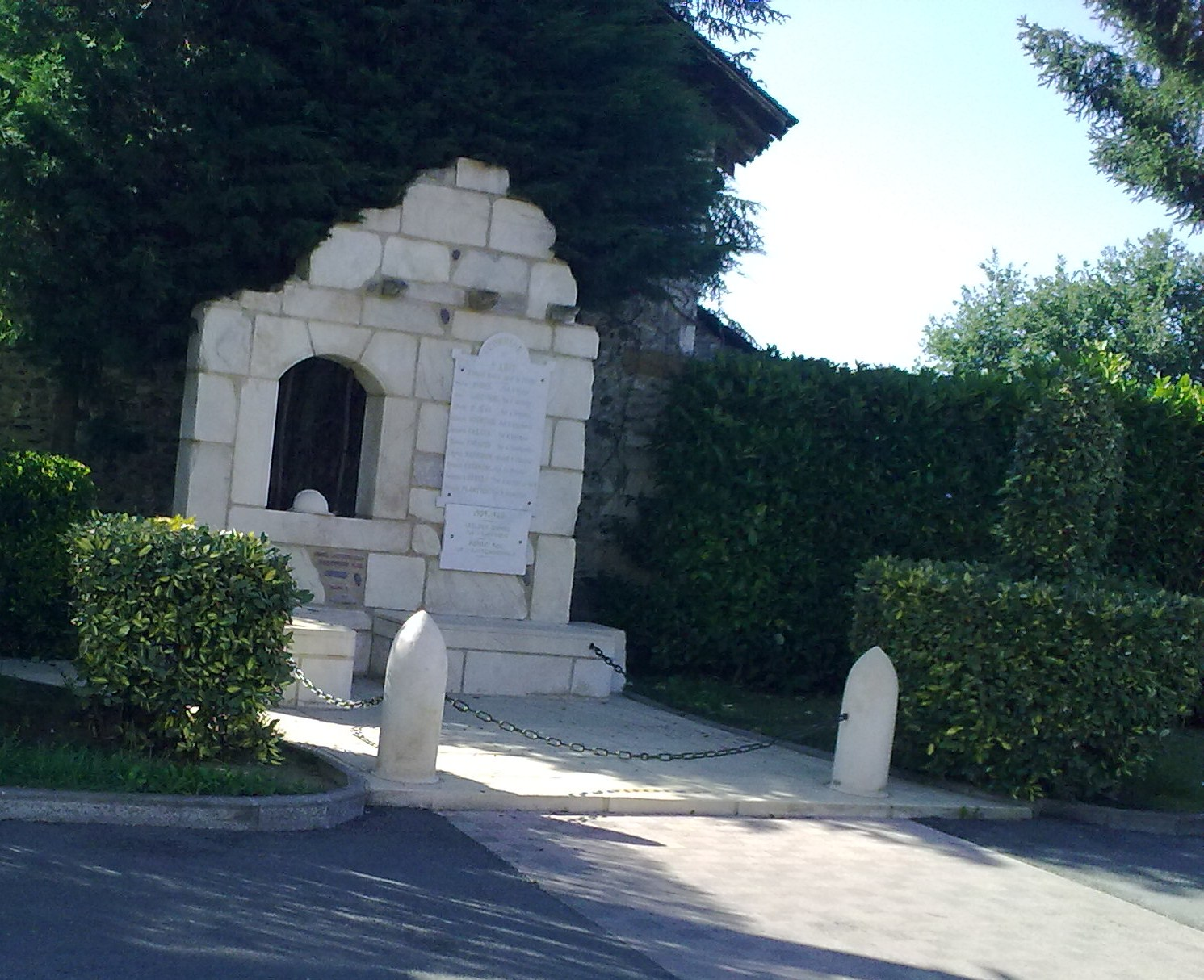
Военный мемориал